# Soft rock
Genres associés
Yacht rock
Le soft rock, ou light rock, est un genre musical utilisant les techniques du rock (souvent mêlé à des éléments de folk rock) moins agressif.

## Histoire
Le hard rock s'établit comme un genre popularisé en 1965. À la fin des années 1960, la musique rock se scinde en deux caractéristiques, soit le soft et le hard rock, souvent diffusées à la radio aux États-Unis. Le soft rock est souvent dérivé du folk rock, avec l'usage d'instruments acoustiques et centré sur les mélodies et les harmonies. Les principaux musiciens et groupes, respectivement, du genre incluent Carole King, Cat Stevens, The Hollies, James Taylor et Bread. Les chansons soft rock se focalisent généralement sur les thèmes de l'amour, la vie quotidienne et les relations. Le genre fait grandement usage de guitares acoustiques, de pianos, de synthétiseurs et parfois de saxophones.
La version à succès (They Long to Be) Close to You des Carpenters parue en été 1970, suivie de la chanson Make It with You des Bread, sont des premiers exemples d'un son moins agressif (soft) dominant les classements musicaux. Il atteint finalement un pic commercial au milieu et à la fin des années 1970 avec des groupes comme les Bee Gees, Elton John, Chicago, Steely Dan, Albert Hammond, England Dan and John Ford Coley (en), Carly Simon, Seals and Crofts, America et le reformé Fleetwood Mac, dont Rumours (1977) devient l'album le plus rentable de la décennie. En 1977, certaines chaînes de radio, comme WTFM et WYNY, se réorientent vers un format rock plus soft. Dans les années 1980, les goûts changent et le format radio reflète ce changement, avec des groupes comme Journey.

## Artistes représentatifs

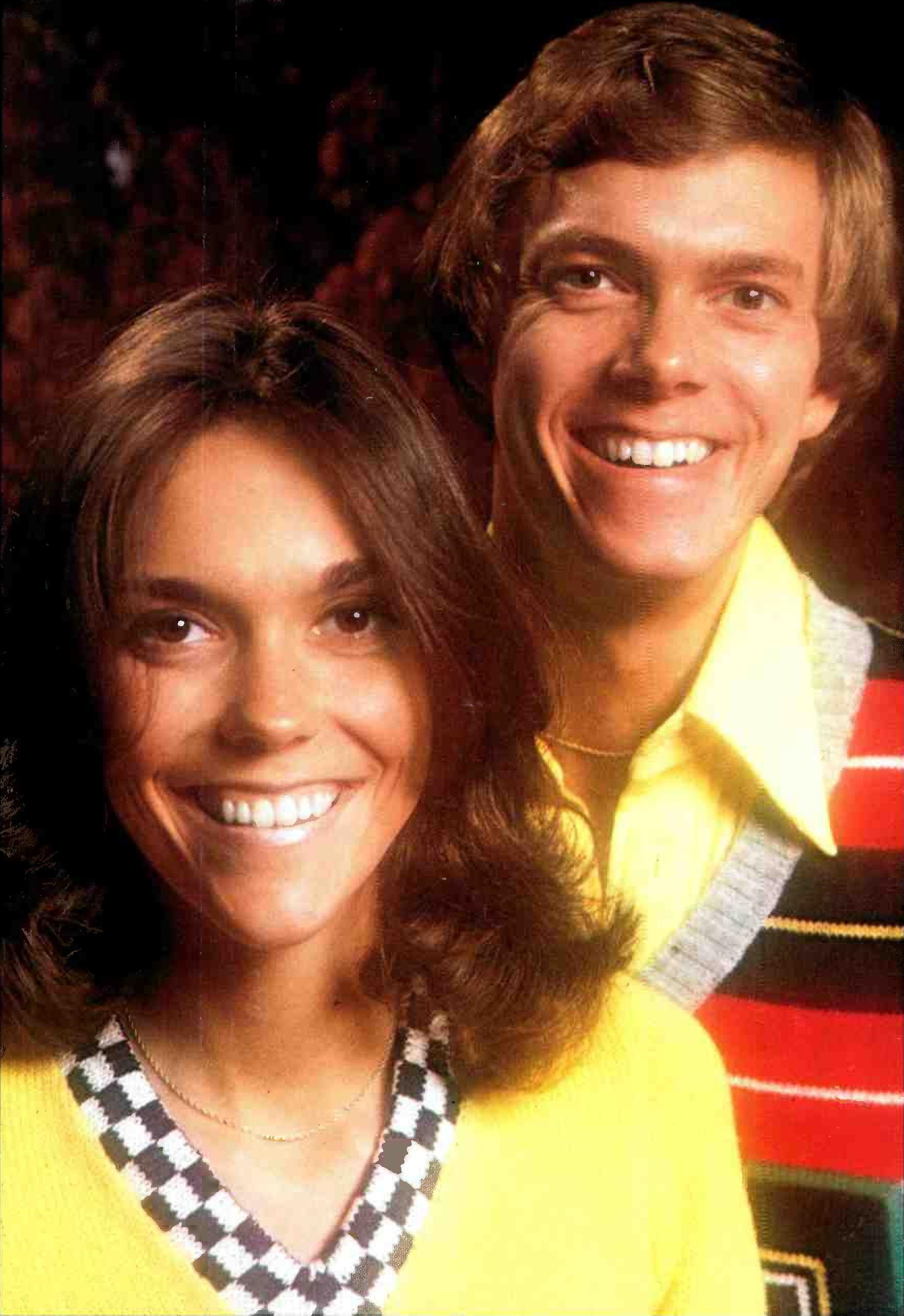
The Carpenters.

- Air Supply[10]
- Ambrosia[11]
- America[12]
- Art Garfunkel
- Bee Gees[10]
- Bread[10]
- The Carpenters[10]
- Chicago[10]
- Christopher Cross
- Daryl Hall & John Oates
- Eagles[11]
- Firefall[11]
- Fleetwood Mac
- Tommy James & the Shondells[13]
- Billy Joel[10]
- Elton John[10]
- Barry Manilow[10]
- Paul McCartney[10]
- Olivia Newton-John[11]
- Boz Scaggs[10]
- Paul Simon[10]
- Steely Dan
- Al Stewart[10]
- Sting
- James Taylor[10]
- Wings[10]